# The Human Vapor
Pour plus de détails, voir Fiche technique et Distribution.
The Human Vapor (ガス人間第1号, Gasu ningen daiichigō, litt. « Le Premier homme gaz ») est un film japonais réalisé par Ishirō Honda, sorti en 1960, et dont les effets spéciaux sont assurés par Eiji Tsuburaya. Produit et distribué par la Tōhō, il s'agit du troisième et dernier film de la « trilogie des mutants » après L'Homme H (1958) et The Secret of the Telegian (1960), eux-mêmes inspirés par The Invisible Avenger (1954) de Motoyoshi Oda.
Il raconte l'histoire d'un bibliothécaire (Yoshio Tsuchiya) soumis à une expérience scientifique qui tourne mal et le transforme en « vapeur humaine ». Il utilise alors sa nouvelle capacité pour cambrioler des banques afin de financer la carrière de sa petite amie, une belle danseuse (Kaoru Yachigusa). Il est impitoyable dans sa quête d'argent et tue quiconque se dresse sur son chemin, en particulier les policiers. Il devient rapidement le criminel le plus recherché de Tokyo.
Pour les effets spéciaux, un mannequin en caoutchouc ressemblant à l'acteur principal est fabriqué et utilisé pour simuler sa transformation en vapeur. Le ballon est d'abord gonflé hors caméra, puis dégonflé à grande vitesse pendant le tournage. De petits grains de neige carbonique sont placés à l'intérieur et exposés à de l'eau tiède ce qui provoque un nuage de fumée de forme humaine.

## Synopsis
En enquêtant sur un mystérieux braqueur de banque, l'inspecteur Okamoto (Tatsuya Mihashi) rencontre la danseuse Fujichiyo Kasuga (Kaoru Yachigusa) et son homme à tout faire, Jiya (Bokuzen Hidari). La petite amie d'Okamoto, la journaliste Kyoko Kono, insiste pour l'aider, bien qu'il ne la prenne pas au sérieux. Peu de temps après, une autre banque est cambriolée, le coupable éludant mystérieusement toutes les mesures de sécurité, survivant aux coups de feu d'un policier et tuant l'officier et un employé avant de disparaître.
Kyoko informe Okamoto que Fujichiyo est issu d'une famille riche et respectée, mais qu'elle ne s'est plus produit comme danseuse depuis un certain temps. Il apprend également de son supérieur Tabata que les victimes de la banque sont mortes asphyxiées. Okamoto et Kyoko découvrent que Fujichiyo envisage de se produire à nouveau, mais reste réticente sur les détails. Ils la suivent jusqu'à une bibliothèque, où l'employé Mizuno (Yoshio Tsuchiya) leur dit qu'elle est venue étudier des chansons et des gravures anciennes. Fujichiyo approche également un professeur de musique de chambre respecté nommé Osaki qui lui propose 200 000 yens pour se produire. Okamoto rapporte ces découvertes et ses soupçons sur son éventuel mécène à son supérieur Tabata, qui recommande de continuer à enquêter sur les relations de Fujichiyo.
Un suspect est arrêté après avoir appelé le journal de Kyoko annonçant la date et l'heure du prochain vol, mais Okamoto et Kyoko estiment que son histoire ne correspond pas. Leurs soupçons sur Fujichiyo semblent confirmés lorsqu'elle tente de louer un théâtre avec de l'argent volé. Elle est arrêtée et interrogée, mais refuse de dire d'où vient l'argent.
Quelque temps plus tard, Mizuno se rend à la police et propose de leur montrer comment il a commis les vols. Il est amené à la deuxième banque qu'il a cambriolée, où il démontre sa capacité à se transformer en une forme gazeuse puis se rebelle, échappe aux coups de feu, passe à travers les barreaux du coffre-fort et asphyxie un autre policier. Avant de s'échapper par une fenêtre au plafond, il demande la libération de Fujichiyo qui refuse toujours de coopérer et est maintenue en garde à vue. Mizuno tente de la faire sortir, mais elle refuse de partir et d'être elle-même considérée comme une criminelle. Mizuno libère à la place les autres prisonniers, provoquant un affrontement avec la police.
Kyoko convainc son journal d'imprimer une invitation à Mizuno, qui arrive à l'heure et au lieu désignés. Il explique qu'un scientifique nommé le docteur Sano a fait des expériences sur lui et a provoqué sa transformation. En colère, il a ensuite tué Sano, mais est maintenant heureux avec ses pouvoirs et d'avoir la chance d'aider son amour Fujichiyo à danser à nouveau. La police arrive et tente de maîtriser Mizuno, mais il s'échappe une fois de plus.
La police est bientôt obligée de libérer Fujichiyo, car aucune charge contre elle n'est peut être retenue. Elle poursuit ses plans de carrière malgré le refus des musiciens de venir travailler par peur. Mizuno lui rend visite et lui déclare son amour, disant qu'il ferait n'importe quoi pour elle. Le scientifique Tamiya rencontre Okamoto et Tabata pour concevoir un plan visant à détruire Mizuno à l'aide de gaz explosifs. Kyoko supplie Fujichiyo d'annuler la représentation, mais elle refuse, estimant que c'est son destin et exprimant son amour pour Mizuno.
Le soir du récital, alors que les médias et les équipes d'urgence surveillent le théâtre, un certain nombre de spectateurs entrent, exigeant de voir la « vapeur humaine ». Mizuno se présente devant eux, annonce qu'il s'agit de lui et se transforme, ce qui effraie la foule. Fujichiyo et son homme à tout faire Jiya insistent pour continuer et, malgré les appels de Kyoko, un compte à rebours est lancé pour faire exploser le théâtre, mais le circuit imprimé est saboté et le plan semble avoir échoué. Alors que la représentation se termine et que Mizuno embrasse Fujichiyo, elle sort discrètement un briquet et l'allume, s'immolant elle-même, ainsi que Jiya (qui a choisi de rester avec elle jusqu'à la fin), le théâtre et Mizuno, qui meurt en reprenant une forme solide.

## Fiche technique
- Titre : The Human Vapor
- Titre original : ガス人間第1号 (Gasu ningen daiichigō?)
- Réalisation : Ishirō Honda
- Scénario : Takeshi Kimura
- Production : Tomoyuki Tanaka
- Musique : Kunio Miyauchi (ja)
- Photographie : Hajime Koizumi

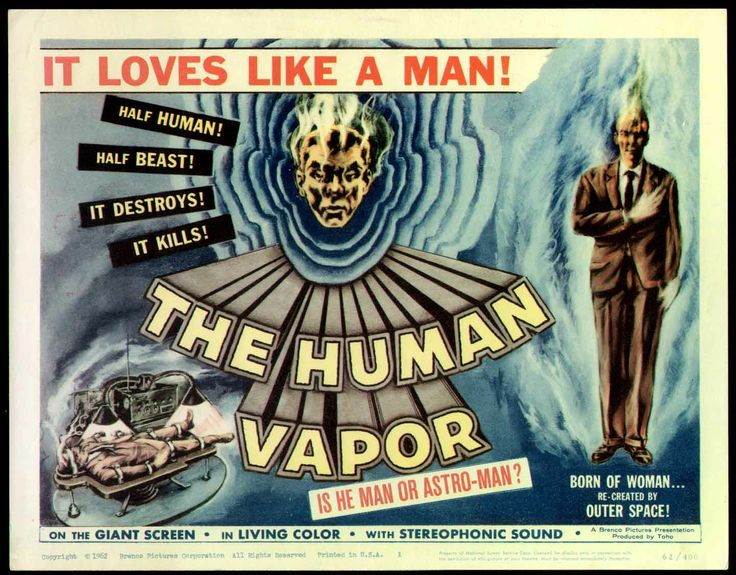
Lobby card du film.

- Société de production et de distribution : Tōhō
- Pays de production :  Japon
- Langue originale : japonais
- Format : couleur
- Genre : fantastique
- Durée : 91 minutes[1]
- Dates de sortie :
  - Japon : 11 décembre 1960[1]
  - États-Unis : 20 mai 1964[2]

## Distribution
- Yoshio Tsuchiya : Mizuno, bibliothécaire/la « vapeur humaine »
- Tatsuya Mihashi : l'inspecteur Okamoto
- Kaoru Yachigusa : Fujichiyo Kasuga
- Keiko Sata : Kyoko Kono, une journaliste
- Hisaya Itō : le docteur Tamiya
- Yoshifumi Tajima (en) : le sergent Tabata
- Yoshio Kosugi : l'inspecteur Inao
- Fuyuki Murakami : le docteur Sano
- Bokuzen Hidari : Jiya, l'homme à tout faire de Fujichiyo
- Takamaru Sasaki : le chef de la police
- Minosuke Yamada : le fonctionnaire Hayama
- Tatsuo Matsumura : l'éditeur Ikeda
- Kō Mishima : l'inspecteur Fujita
- Kōzō Nomura : Kawasaki, un collègue journaliste de Kyoko
- Ren Yamamoto : le voleur Nomura
- Somesho Matsumoto : le professeur de Fujichiyo
- Tetsu Nakamura : le journaliste Tobe
- Toki Shiozawa : Satoyo
- Kamayuki Tsubonoas : le policier Ozaki
- Yasuhisa Tsutsumi : le directeur de la banque
- Akio Kusama et Yutaka Oka : des policiers
- Yukihiko Gondo : le vigile Hotta
- Shōichi Hirose (en) : un vigile
- Wataru Omae et Hideo Shibuya : des membres du public
- Junpei Natsuki : un spectateur
- Haruo Nakajima : le mécène à la banque avec des lunettes noires (non crédité)

## Production

### Développement
Troisième volet de la « trilogie des mutants » de la Tōhō, The Human Vapor, faillit être réalisé par Jun Fukuda avant qu'Ishirō Honda ne se libère. Les premières versions du scénario sont similaires au film final, à l'exception d'une scène que Honda insiste pour être coupée et dans laquelle Mizuno devait assassiner la femme et l'enfant d'un policier. Les storyboards montrent également une version beaucoup plus dramatique de la scène où Mizuno échappe à la police d'un immeuble de grande hauteur. Dans les storyboards, Mizuno saute de façon spectaculaire à travers une vitre. Nous passons à un plan extérieur des vêtements de Mizuno flottant dans les airs alors qu'il s'évapore pendant que la police lui tire dessus.
Le scénario, de Takeshi Kimura, traîne sur les étagères de la Tōhō depuis 1958 avant le début de la production. De plus, les ébauches originales du film sont simplement intitulées « troisième film de mutants de la Tōhō ». Au moment de sa sortie, cependant, il marche moins en salles que d'autres films du genre tels que The Secret of the Telegian (1960) sorti plus tôt dans l'année. Pour référence, les deux premiers « films de mutants » référencés sont The Invisible Avenger (1954) et L'Homme H (1958).

### Tournage
Le producteur Tomoyuki Tanaka demande à l'acteur Tadao Nakamura, qui joue Sudo l'homme télégraphié dans The Secret of the Telegian (1960) d'interpréter Mizuno la « vapeur humaine » pour ce film, mais il refuse.
La musique de Kunio Miyaguchi pour ce film sera plus tard réutilisée dans les séries télévisées de Tsuburaya Productions (en), Ultra Q (1966) et Ultraman (1966-67).

## Sortie
Le film est distribué en salles par la Tōhō et sort le 11 décembre 1960. Il est plus tard aussi distribué aux États-Unis par Brenco Pictures avec un doublage en anglais et dans une version raccourcie à 79 minutes le 20 mai 1964. Le film sort en double programme avec Le Choc des planètes, également d'Ishirō Honda.

## Accueil
Whit. de Variety écrit que l'intrigue du film est supérieure à celle de son double programme Le Choc des planètes et que les effets spéciaux d'Eiji Tsuburaya sont « savants », tandis que les acteurs sont « compétents ». Il conclut sur le fait que le doublage en anglais est « loin d'être gratifiant » et que lorsque les lèvres ne correspondent pas au dialogue, cela « diminue le réalisme ».

## Suite proposée
En raison de son succès au box-office aux États-Unis et en Europe, une société cinématographique américaine propose à la Tōhō de produire une suite au film. En février 1963, Shinichi Sekizawa (en) écrit un premier jet, intitulé Frankenstein vs. the Gas Man (フランケンシュタイン対ガス人間, Furankenshutain tai Gasu Ningen). Selon le producteur Tomoyuki Tanaka, le film devait dépeindre « l'homme vapeur recherchant le docteur Frankenstein afin de faire revivre Fujichiyo ». Une représentation du monstre de Frankenstein sera plus tard utilisée dans Frankenstein vs. Baragon (1965).